# Monts de Slanec
Les monts de Slanec (slovaque : Slanské vrchy) sont un massif montagneux de l'Est de la Slovaquie orienté du nord au sud. Il fait partie de la chaîne des Carpates occidentales.
Le nom provient du village de Slanec.

## Géologie
Le massif est d'origine volcanique. Il s'est formé au cours du Néogène dans une phase d'activité volcanique dans l'Est de la Slovaquie il y a 23,8 à 5,3 millions d'années.

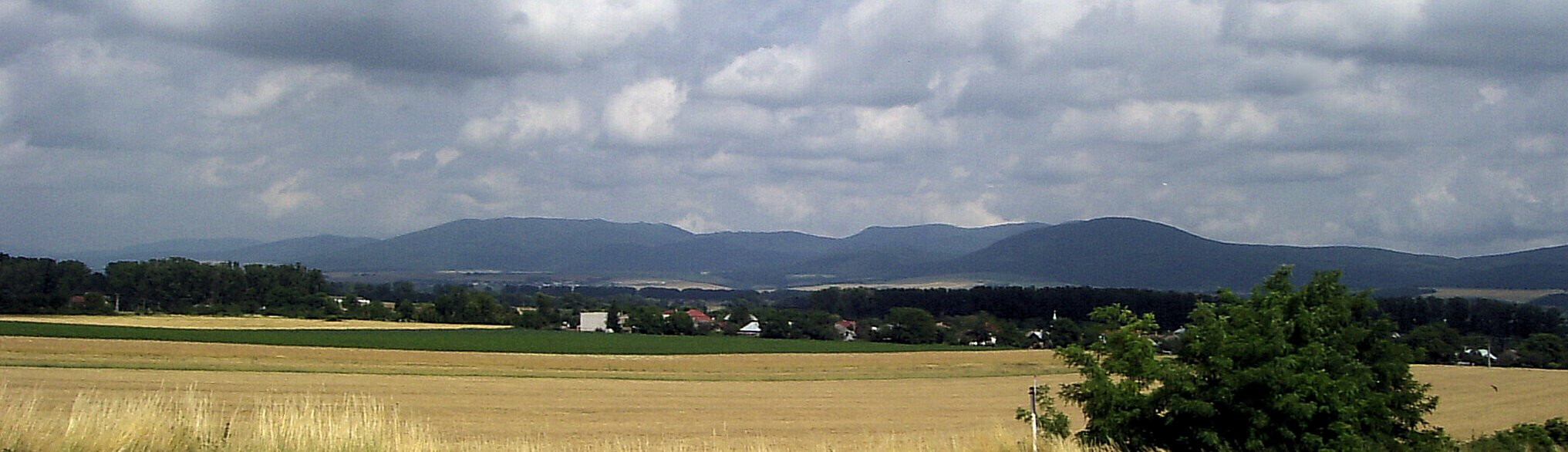
Vue du sud des collines de Slanec depuis le poste frontière avec la Hongrie de Milhosť.